# Dieter Schinzel
Dieter P.A. Schinzel (ur. 14 listopada 1942 w Berlinie, zm. 24 sierpnia 2024 w Akwizgranie) – niemiecki polityk, menedżer i samorządowiec, deputowany Bundestagu, poseł do Parlamentu Europejskiego I, II i III kadencji.

## Życiorys
Studiował fizykę w RWTH Aachen. Działał w samorządzie studentów (Allgemeiner Studierendenausschuss) tej uczelni (od 1967 jako prezes). Pracował m.in. jako doradca ds. zarządzania. Od 1961 należał do Socjaldemokratycznej Partii Niemiec. W latach 1972–1994 (z przerwą od 1975 do 1979) zasiadał w radzie miejskiej Akwizgranu. W 1972 został wybrany do Bundestagu. W 1976 nie uzyskał reelekcji, w tym samym roku powołano go na stanowisko przewodniczącego SPD w jednej z dzielnic miasta. Mandat posła ponownie sprawował od maja do listopada 1980. Został również przewodniczącym struktur partii w Akwizgranie i członkiem egzekutywy w Środkowej Nadrenii.
W 1979 został po raz pierwszy wybrany do Parlamentu Europejskiego, w 1984 i 1989 uzyskiwał reelekcję. Przystąpił do grupy socjalistycznej. Został wiceprzewodniczącym Delegacji ds. stosunków z państwami Maszreku (1989–1992), należał też m.in. do Komisji ds. Energii, Badań Naukowych i Technologii oraz Komisji ds. Gospodarczych i Walutowych. W 1990 uczestniczył w negocjacjach dotyczących uwolnienia niemieckich zakładników więzionych w Iraku. W 1991 został prezesem Deutsch-Arabische Gesellschaft. W 1993 ujawniono, że polityk znalazł się w trudnej sytuacji finansowej ze względu na inwestycje w nieruchomości i długi hazardowe, w związku z czym partia nie umieściła go na listach wyborczych w kolejnym roku. W maju 1994 został aresztowany w związku z nadużyciami finansowymi swojego partnera biznesowego (miał przy sobie podrobione franki szwajcarskie). Ostatecznie został uniewinniony w tej sprawie, ogłosił jednak bankructwo.

## Życie prywatne
Był żonaty, miał troje dzieci. Jego bratem był muzyk i propagator teorii spiskowych Christian Anders.